# Awaczyńska Sopka
Awaczyńska Sopka (ros. Авачинская сопка, Awaczinskaja Sopka) – aktywny stratowulkan na Półwyspie Kamczackim w Rosji. Wulkan wznosi się na wysokość 2717 metrów n.p.m. Jest jednym z najbardziej aktywnych wulkanów na półwyspie. Według badań geologicznych pierwsze wybuchy miały miejsce w końcu epoki plejstoceńskiej.
Krater, z kształtu przypominający podkowę, powstał około 30–40 tys. lat temu w wyniku ogromnego osuwiska na południe od wulkanu rozciągającego się na obszarze około 500 km². Późniejsze zmiany w budowie stożka wulkanicznego wewnątrz kaldery wystąpiły w dwóch erupcjach wulkanu, około 18 i 7 tys. lat temu.
Dotychczas udokumentowano około 19 erupcji Awaczyńskiej Sopki (w 1737, 1772, 1779, 1789, 1827, 1837, 1855, 1878, 1771, 1894, 1895, 1901, 1909, 1926, 1927, 1938, 1945, 1991 i 2001 roku). Ostatni wybuch wulkanu był mało zauważalny w porównaniu z potężną erupcją z 25 lutego 1945 roku, o sile w skali eksplozywności VEI = 4. Wówczas wulkan wyrzucił na powierzchnię około 0,3 km³ lawy (3 × 108 m³).

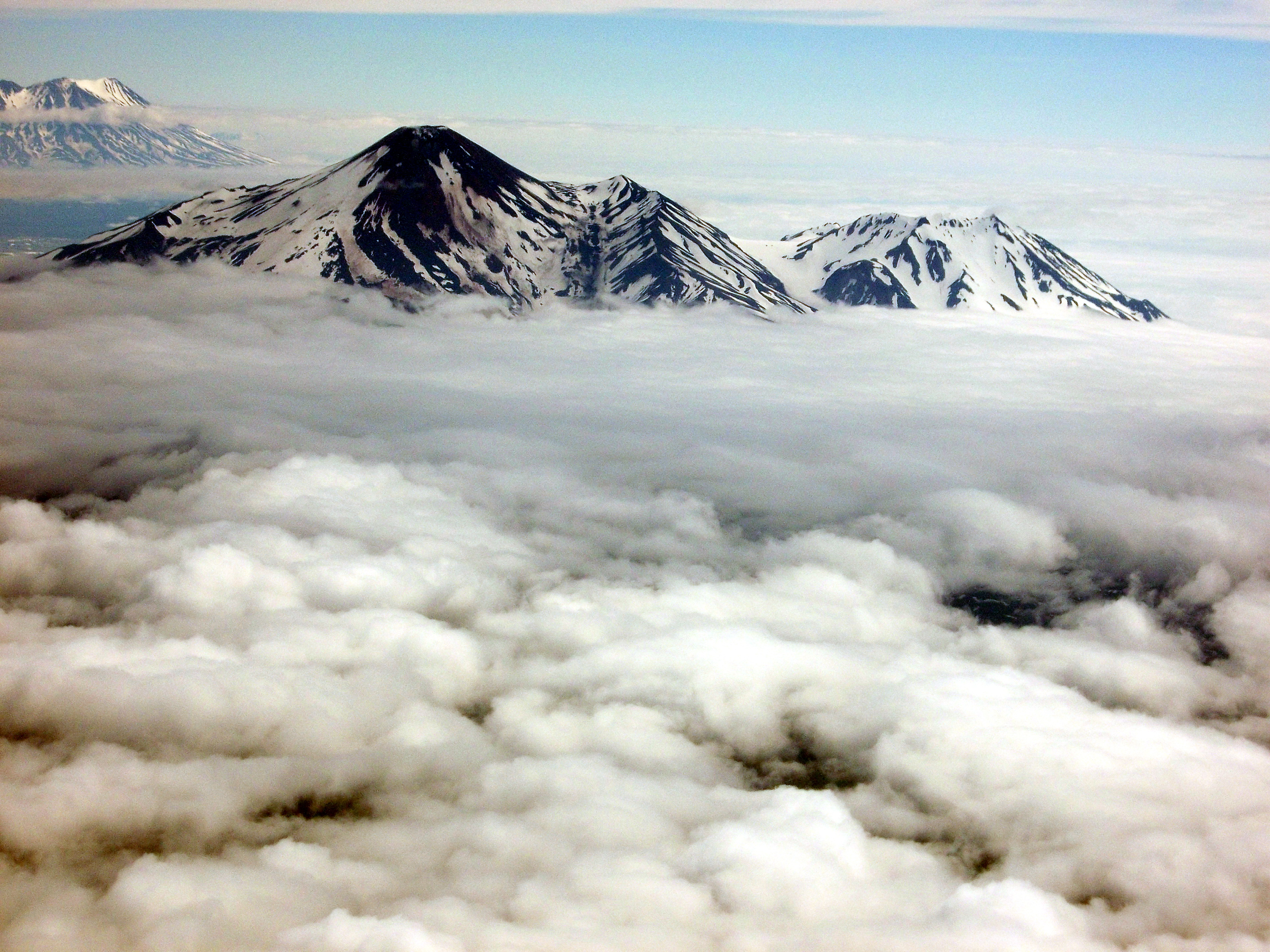
Awaczyńska Sopka (w centrum) i Wulkan Kozielski (na prawo od głównego szczytu) widziane z pokładu samolotu

W związku z tym, iż wulkan, wraz z Koriacką Sopką, znajduje się w bezpośredniej bliskości z Pietropawłowskiem Kamczackim (około 25 km na północny wschód), wulkany te zaliczane są do grupy 16 wulkanów z obszarów całego świata nazywanych „wulkanami dziesięciolecia” lub „wulkanami dekady".